# Necromys amoenus
Necromys amoenus és una espècie de mamífer rosegador de la família dels cricètids. Viu a altituds d'entre 3.200 i 4.300 msnm a Bolívia i el Perú. Els seus hàbitats naturals són els herbassars oberts de puna i els boscos de Polylepis. És una espècie en risc mínim, és a dir, no sembla que hi hagi cap amenaça significativa per a la seva supervivència. El seu nom específic, amoenus, significa ‘agradable’ en llatí.